# Magnuseffect

Het magnuseffect op een naar rechts vliegende bal met "topspin"

Het magnuseffect is de naam die wordt gegeven aan het fysische fenomeen dat de draaiing van voorwerpen in een vloeistof of in lucht hun voorwaartse beweging beïnvloedt. Het is een samenspel van verschillende effecten, waaronder het bernoulli-effect en de vorming van grenslagen in het viskeuze medium rond het bewegende voorwerp. Het is genoemd naar de Duitse natuurkundige Heinrich Gustav Magnus. Deze toonde het verschijnsel in 1852 experimenteel aan en verklaarde daarmee een baanafwijking die ronddraaiende kogels kregen. Het was Lord Rayleigh die in 1877 een theoretische verklaring opstelde om de baan van tennisballen met "spin" te kunnen verklaren.

## Uitleg
Een snel draaiend en snel lineair bewegend voorwerp veroorzaakt een soort draaikolk van roterende lucht om zich heen en achter zich. Aan één kant van het voorwerp beweegt de draaikolk in dezelfde richting als de luchtstroom. Aan de andere kant bewegen het oppervlak en de daaraan "klevende" lucht tegen de lineaire luchtstroom in. De luchtdruk wordt lager dan de atmosferische druk met een factor evenredig aan het kwadraat van de snelheid, en in de richting van de lagere druk zal er een effectieve kracht haaks op de bewegingsrichting zijn. Het lijkt op het gedrag van een vleugelprofiel in een laminaire luchtstroom.
Dit is niet de enige manier om de magnuskracht te verklaren. De stroom aan de bovenkant van de bal – bij topspin – wordt vertraagd, de andere kant wordt versneld, en wel zodanig dat de luchtstroom achter de bal een impuls omhoog heeft. Dat moet vanwege de wet van behoud van impuls gecompenseerd worden door een impuls naar beneden, en de bal ondervindt een kracht naar beneden. Waar precies de grenslagen de overgang van laminair tot turbulent maken en waar de omslagpunten liggen is afhankelijk van de viscositeit van de stof, maar ook van het materiaal en oppervlak van de bal. De kuiltjes op een golfbal, de naden van een voetbal, de "haren" op een tennisbal activeren de grenslaag en veroorzaken wervelingen die de luchtweerstand kunnen verhogen of verminderen aan de verschillende zijden van een draaiende bal.

## Omgekeerd magnuseffect
Bij kleinere reynoldsgetallen (lagere snelheid, kleinere bal of hogere viscositeit), komt een "omgekeerd magnuseffect" voor. Wanneer de grenslaag aan de kant die zich met de stroom beweegt laminair is en de grenslaag aan de kant die zich tegen de stroom in beweegt turbulent is, krijgt men een "late stroomscheiding", waardoor het "zog" (de stroom die het voorwerp achterlaat) merendeels afwijkt naar de kant die met de stroom mee draait, resulterend in een kracht in de tegenovergestelde richting van het normale magnuseffect. De beide effecten verklaren de geheimzinnige maar door elke sporter waargenomen bewegingen van ballen in sporten zoals tennis, volleybal, golf, honkbal, cricket en voetbal. De sport waarin het effect waarschijnlijk het duidelijkst wordt waargenomen is tafeltennis, omdat de bal zeer klein en licht is. Een ervaren speler kan een reeks draai-effecten aan de bal meegeven die een belangrijk deel van de sport uitmaken. De tafeltennisbatjes hebben een bovenlaag van rubber die de bal een maximaal spineffect kan geven. Magnus beschreef het effect in 1853, maar volgens James Gleick was het Isaac Newton die al 180 jaar eerder theoretiseerde over draaiende ballen na het waarnemen van tennisspelers in zijn universiteit van Cambridge.